# Tanguy Kouassi
Pour les articles homonymes, voir Kouassi.
Tanguy Kouassi, plus fréquemment appelé Tanguy Nianzou, né le 7 juin 2002 dans le 14e arrondissement de Paris est un footballeur français évoluant aux postes de défenseur central et de milieu défensif au Séville FC.

## Biographie
Nianzou Tanguy-Austin Kouassi est né dans le 14e arrondissement de Paris, issu de parents ivoiriens, sa mère est femme de ménage et son père chauffeur de taxi.

### Carrière en club

#### Paris Saint-Germain (2019-2020)
Formé dans la région parisienne, il rejoint le centre de formation du PSG en novembre 2016.
Sous contrat d'aspirant avec le PSG jusqu'en juin 2020, Nianzou, arrière central de formation, est appelé dans le groupe professionnel en Ligue 1, le 18 août 2019 en tant que remplaçant à Rennes. Il joue son premier match le 7 décembre 2019 contre le Montpellier HSC, entrant en jeu à la 25e minute à la place d'Idrissa Gueye, blessé, au poste de milieu défensif. Pour son deuxième match, il est titulaire contre Galatasaray le 11 décembre 2019 (plus jeune joueur du PSG en Ligue des champions) et effectue une prestation remarquée pour sa solidité a ce poste qui n'est pas le sien (il a toujours joué dans la charnière centrale en catégories de jeunes).
Le 22 janvier 2020, Tanguy Nianzou ouvre son compteur de but avec le Paris Saint-Germain en inscrivant un but à la 78e minute en demi-finale de la coupe de la Ligue face au Stade de Reims (victoire 3-0). Le PSG considère ce but comme le 4000e de l'histoire du club, ce qui fait déjà rentrer le joueur dans les annales parisiennes alors qu'il n'a toujours pas signé de contrat professionnel.
Le 8 mai 2020 il est inclus dans le top 50 — en 16e position — des meilleurs jeunes au niveau mondial par le site spécialisé de Football Talent Scout.

#### Bayern Munich (2020-2022)
Alors qu'il fait partie des plus grands espoirs du PSG — la direction parisienne ayant fait de la signature de son premier contrat professionnel une priorité — il signe finalement le 1er juillet 2020 avec le Bayern Munich.
Nianzou se retrouve ainsi avant la fin de la Ligue des champions à passer d'un des finalistes de la compétition à l'autre : mais si le Bayern en sort vainqueur, Kouassi n'aurait pu paradoxalement s'adjuger ce titre qu'en cas de victoire parisienne, ayant joué avec le Paris SG mais pas les Bavarois.
Il joue ses premières minutes avec le Bayern le 28 novembre 2020 lors d'une rencontre à Stuttgart, entrant en jeu à la 69e et permettant à son équipe de gagner un match serré, en contrant notamment l'apport offensif de son ex-coéquipier Tanguy Coulibaly, qui avait ouvert le score.

#### Seville FC (2022-)
Le 17 août 2022, il s'engage en faveur du Séville FC en provenance du Bayern Munich et signe jusqu'en 2027.

### Carrière en sélection
Tanguy Nianzou officie à plusieurs reprises comme capitaine de la sélection des moins de 17 ans.
Il participe avec cette équipe au championnat d'Europe des moins de 17 ans en mai 2019. Lors de cette compétition organisée en Irlande, il est titulaire et joue quatre matchs. Il ne joue pas le dernier match de poule face aux Pays-Bas en raison d'une suspension. L'équipe de France s'incline en demi-finale face à l'Italie.
Par la suite, en octobre et novembre 2019, il est sélectionné pour participer à la Coupe du monde des moins de 17 ans organisée au Brésil. Lors de cette compétition, il se met en évidence en inscrivant un but lors du quart de finale remporté face à l'équipe d'Espagne. La France s'incline en demi-finale face au Brésil et se classe finalement troisième du mondial, en battant les Pays-Bas lors de la petite finale. Tanguy Nianzou figure dans l'équipe-type de la compétition du magazine France Football.

## Palmarès
France -17 ans
- Coupe du monde des moins de 17 ans
  - Troisième place en 2019

 Paris Saint-Germain
- Ligue 1
  - Champion en 2020

 Bayern Munich
- Bundesliga
  - Champion en 2021, et 2022
- Supercoupe d'Allemagne
  - Vainqueur en 2021 et en 2022

 FC Séville
- Ligue Europa
  - Vainqueur en 2023.

Vainqueur de la Club Challenge UEFA-CONMEBOL 2023

## Statistiques
| Saison                | Club                  | Championnat           | Championnat | Championnat | Championnat | Coupe nationale | Coupe nationale | Coupe nationale | Coupe de la Ligue | Coupe de la Ligue | Coupe de la Ligue | Supercoupe | Supercoupe | Supercoupe | Compétition(s) continentale(s) | Compétition(s) continentale(s) | Compétition(s) continentale(s) | Compétition(s) continentale(s) | Total | Total | Total |
| Saison                | Club                  | Division              | M.          | B.          | P.d.        | M.              | B.              | P.d.            | M.                | B.                | P.d.              | M.         | B.         | P.d.       | Comp.                          | M.                             | B.                             | P.d.                           | M.    | B.    | P.d.  |
| 2019-2020             | Paris Saint-Germain   | Ligue 1               | 6           | 2           | 0           | 3               | 0               | 0               | 2                 | 1                 | 1                 | -          | -          | -          | C1                             | 2                              | 0                              | 0                              | 13    | 3     | 1     |
| Sous-total            | Sous-total            | Sous-total            | 6           | 2           | 0           | 3               | 0               | 0               | 2                 | 1                 | 1                 | -          | -          | -          | -                              | 2                              | 0                              | 0                              | 13    | 3     | 1     |
| 2020-2021             | Bayern Munich         | Bundesliga            | 6           | 0           | 0           | -               | -               | -               | -                 | -                 | -                 | -          | -          | -          | C1                             | -                              | -                              | -                              | 6     | 0     | 0     |
| 2021-2022             | Bayern Munich         | Bundesliga            | 17          | 1           | 1           | 1               | 0               | 0               | -                 | -                 | -                 | -          | -          | -          | C1                             | 4                              | 0                              | 0                              | 22    | 1     | 1     |
| Sous-total            | Sous-total            | Sous-total            | 23          | 1           | 1           | 1               | 0               | 0               | 0                 | 0                 | 0                 | 0          | 0          | 0          | -                              | 4                              | 0                              | 0                              | 28    | 1     | 1     |
| 2022-2023             | Séville FC            | LaLiga                | 19          | 1           | 0           | 5               | 1               | 0               | -                 | -                 | -                 | -          | -          | -          | C1+C3                          | 2+4                            | 1+0                            | 0+0                            | 30    | 3     | 0     |
| 2023-2024             | Séville FC            | LaLiga                | 7           | 0           | 0           | 4               | 0               | 0               | -                 | -                 | -                 | -          | -          | -          | C1                             | 2                              | 0                              | 0                              | 13    | 0     | 0     |
| 2024-2025             | Séville FC            | LaLiga                | 5           | 0           | 0           | 0               | 0               | 0               | -                 | -                 | -                 | -          | -          | -          | -                              | -                              | -                              | -                              | 5     | 0     | 0     |
| Sous-total            | Sous-total            | Sous-total            | 31          | 1           | 0           | 9               | 1               | 0               | 0                 | 0                 | 0                 | 0          | 0          | 0          | -                              | 8                              | 1                              | 0                              | 48    | 3     | 0     |
| Total sur la carrière | Total sur la carrière | Total sur la carrière | 62          | 4           | 1           | 13              | 1               | 0               | 2                 | 1                 | 1                 | 0          | 0          | 0          | -                              | 14                             | 1                              | 0                              | 91    | 7     | 2     |